# 堀健太朗
堀健 太朗（ほり けんたろう）は、日本の理論物理学者、数理物理学者。東京大学カブリ数物連携宇宙研究機構教授。専門は弦理論。ミラー対称性や弦理論を通じ「数学分野の統合」を視野にいれた研究をしている。

## 略歴
1994年東京大学大学院理学研究科博士課程修了、博士（理学）。カリフォルニア工科大学博士研究員（受入教員は、大栗博司）、カリフォルニア大学バークレー校、プリンストン高等研究所（IAS）研究員、トロント大学教授を経て、2009年東京大学数物連携宇宙研究機構（カブリ数物連携宇宙研究機構）特任教授、2015年同教授。

2000年にCumrun Vafaとともにカラビ・ヤウ多様体のミラー対称性の新証明を行った。

## 顕彰および講演歴
- 2002年 ICM 2002 北京 招待講演[5]
- 2003年 Alfred P.Sloan Fellow[6]